# V krajine zázrakov
V krajine zázrakov è il secondo singolo da solista della cantante pop rock slovacca Katarína Knechtová. La canzone è stata pubblicata nel settembre del 2009 dall'album di grande successo Zodiak. Il singolo è entrato nella classifica slovacca dei cantanti locali alla posizione numero 33, e ha raggiunto la posizione 17 dopo quattro settimane, per poi scendere lentamente. È rimasto in classifica per 16 settimane in totale. Nella classifica ufficiale ha invece raggiunto la posizione numero 45.
Il video musicale del singolo inizia con la partenza in automobile di Katarína verso una meta sconosciuta. Nel frattempo, due bambini entrano in casa sua e guardano in giro. I ragazzini, che nel video sono dotati di poteri attraverso i quali fanno muovere con lo sguardo le cose, animano gli oggetti nella casa e si divertono: si vestono con gli abiti della cantante e fingono di essere in mezzo a una bufera semplicemente sedendosi in una tinozza. Quando però la cantante fa rientro a casa, mettono a posto tutto (tramite i loro poteri) e Katarína non nota nulla di strano; eccetto il cane avvolto in un velo rosso.

## Classifiche
| Classifica (2009) | Posizione massima |
| ----------------- | ----------------- |
| Slovacchia        | 45                |